# Kökény
Kökény es un pueblo ubicado en el distrito de Pécs, en el condado de Baranya, Hungría.

## Superficie
Posee una superficie de 4,900 kilómetros cuadrados.

## Demografía
Hasta 2019 la población era de 577 habitantes, con una densidad de población de 117,8 habitantes por kilómetro cuadrado.